# Nancala
Nancala is een bestuurslaag in het regentschap Simeulue van de provincie Atjeh, Indonesië. Nancala telt 169 inwoners (volkstelling 2010).